# Альчерри
Альчерри (баск. Altxerri, [al'tʃeri])  — пещера в Испании, расположенная недалеко от Сан-Себастьяна, вблизи населённого пункта Айя. Пещера была открыта случайно при дорожных работах, но интереса не вызвала. Её изучение началось только в 1962 году группой молодых энтузиастов. Вскоре для ограничения проникновения в пещере была установлена дверь. В том же году при обследовании пещеры были найдены первые петроглифы, а чуть позднее и каменные орудия. Наскальные рисунки изображают: бизона, оленей, лисов, рыбу, сайгаков, козерогов и птиц.
В 1996 году вышла книга немецкого исследователя под названием Ekain и Altxerri о пещере.
В 11 км к юго-западу от Альчери находится пещера  Экаин.

## Внешние ссылки
- Altxerri. kultura.ejgv.euskadi.net. — de. Дата обращения: 2 мая 2013. Архивировано 18 мая 2013 года.